# Värnamo (Gemeinde)
Koordinaten: 57° 11′ N, 14° 3′ O

Värnamo ist eine Gemeinde (schwedisch kommun) in der schwedischen Provinz Jönköpings län und der historischen Provinz Småland. Der Hauptort der Gemeinde ist Värnamo.

## Geographie
Im Gemeindegebiet befindet sich eine Vielzahl von Seen darunter der Bolmen und der Vidöstern. Bekannt ist der Nationalpark Store Mosse.

## Wappen
Beschreibung: In Gold ein blauer Wellenbalken.

## Orte
- Bor
- Bredaryd
- Forsheda
- Horda
- Hånger
- Kärda
- Lanna
- Rydaholm
- Tånnö
- Värnamo

Weitere Orte sind: Åminne, Fryele, Hörle, Källstorp, Långshult, Nederby, Nöbbele, Nydala, Os, Torskinge und Vällerstein.

## Sehenswürdigkeiten
Zu den Sehenswürdigkeiten der Gemeinde gehören das ehemalige Kloster Nydala und die Museumseisenbahn Ohsabana. Am Westufer des Sees Vidöstern in Åminne befindet sich die heute als Museum genutzte Hütte Åminne. An der Ostgrenze der Gemeinde befindet sich der historische Doppebrunnen, dem Heilkräfte zugeschrieben wurden.